# اسماعیل عبدالجانیو
اسماعیل عبدالجانیو (انگلیسی: Ismail Abdul-Ganiyu؛ زادهٔ ۱۲ ژوئن ۱۹۹۶) بازیکن فوتبال اهل غنا است.
وی همچنین در تیم ملی فوتبال غنا بازی کرده است.